# Natacha Lindinger
Natacha Lindinger (Parijs, 20 februari 1970) is een Franse actrice.

## Biografie

### Jonge jaren
Natacha Lindinger werd geboren in Parijs in het 17e arrondissement, van een Oostenrijkse vader en een Franse moeder. Haar ouders werkten in de hotelsector; de familie verhuisde elke twee jaar naar een ander land. Ze heeft gewoond in Abidjan, Papeete, Pointe-à-Pitre, Fort-de-France, Khartoum, Bujumbura, Caïro en Casablanca.

### Carrière
In 1989 volgde Lindinger een opleiding van drie jaar aan het Cours Florent. In 2000 speelde ze in het theater de rol van Diane Lockhard in Show Business van George Huang in een bewerking van Guy Laurent, geregisseerd door Thomas Langmann en Daniel Prévost in het Théâtre de la Gaîté. In 2009 speelde ze Misia Sert, de beste vriendin van Coco Chanel en Igor Stravinsky, geregisseerd door Jan Kounen. Ook werd het gepresenteerd als de afsluiter van het filmfestival van Cannes. Ze speelt Hélène Porter in Hors du temps van Jean-Teddy Filippe met Bruno Todeschini op de Kerguelen-eilanden voor Arte, gepresenteerd op het Festival international de cinéma Cinémascience de Bordeaux, georganiseerd door de CNRS. In 2014 speelde ze Elyane in Papa Lumière van Ada Loueilh met Bruno Todeschini en Niels Arestrup.
Lindinger is bevriend met Elsa Lunghini, haar partner in Mon frère bien-aimé van Denis Malleval met Katia Lewkowicz, wat een prijs voor beste film won op de 8e editie van het Polar-festival in Cognac. In 2008 speelde ze Sophie in de komedieserie Hard op Canal+. Vanaf 2018 speelt ze de hoofdrol, eerder gespeeld door Mathilde Seigner, in seizoen 2 van Sam, geregisseerd door Gabriel Aghion en met Fred Testot. In 2019, na de film La Faute, werkte ze opnieuw samen met regisseur Nils Tavernier op de set van L'Incroyable Histoire du facteur Cheval.

### Persoonlijk leven
Lindinger is getrouwd met een fotograaf die voor de bioscoop werkt. Ze hebben samen een zoon.

## Filmografie

### Films
| Jaar | Titel                                   | Rol                   |
| ---- | --------------------------------------- | --------------------- |
| 1992 | Fenêtre sur femmes                      | Élise d'Horville      |
| 1995 | Ainsi soient-elles                      | Jeune femme terrasse  |
| 1995 | Victor et François                      | Hélène                |
| 1995 | Passion mortelle                        | Rachel Baldi          |
| 1997 | Double Team                             | Kathryn Quinn         |
| 1997 | La ballade de Titus                     | Jeanne                |
| 1998 | Only Love                               | Denise                |
| 1998 | Tous les papas ne font pas pipi debout  | Dan                   |
| 1998 | Micro climat                            | Annie                 |
| 1999 | Mes amis                                | Carla                 |
| 2000 | Passion assassine                       | Muriel Hélin          |
| 2000 | 20.13 - Mord im Blitzlicht              | Carla                 |
| 2001 | Dans la gueule du loup                  | Clothilde Chambord    |
| 2001 | Un couple modèle                        | Isabelle              |
| 2002 | Quelqu'un de bien                       | Virginie              |
| 2003 | Ni pour, ni contre (bien au contraire)  | Caprice               |
| 2003 | Aurélien                                | Mary de Perceval      |
| 2004 | Les eaux troubles                       | Bénédicte Lambert     |
| 2004 | L'enfant de l'aube                      | Hélène                |
| 2005 | Vive la vie                             | L'ex-femme de Richard |
| 2005 | Lucas Ferré: Le plaisir du mal          | Ariane Mereanu        |
| 2006 | Le porte-bonheur                        | Infirmière rousse     |
| 2007 | Trenhotel                               | Brigitte              |
| 2007 | Les deux mondes                         | Lucile                |
| 2008 | Roméro et Juliette                      | Juliette Lavigne      |
| 2008 | Villa Marguerite                        | Marie Müller          |
| 2008 | La mort n'oublie personne               | Élisabeth Quinoux     |
| 2009 | Le repenti                              | Anne Marceau          |
| 2009 | Coco Chanel & Igor Stravinsky           | Misia Sert            |
| 2009 | Hors du temps                           | Hélène Porter         |
| 2012 | La clinique de l'amour!                 | Samantha Bitch        |
| 2012 | Amitiés sincères                        | Béatrice              |
| 2014 | Le général du roi                       | Marie Morgane         |
| 2014 | Divin enfant                            | Elisabeth             |
| 2015 | Papa lumière                            | Elyane                |
| 2016 | Mon frère bien-aimé                     | Sonia Leroy           |
| 2017 | Les ex                                  | Caroline Atlan        |
| 2017 | La veillée                              | Irène                 |
| 2018 | L'incroyable histoire du facteur Cheval | Garance               |
| 2021 | OSS 117 : Alerte rouge en Afrique noire | Micheline Pierson     |

### Korte films
| Jaar | Titel                   | Rol      |
| ---- | ----------------------- | -------- |
| 1995 | Bons baisers de Suzanne | N/A      |
| 1998 | À tout de suite         | N/A      |
| 2005 | Jack                    | Victoria |
| 2012 | Bye Bye maman           | Monique  |

### Series
| Jaar    | Titel                                      | Rol                       | Opmerkingen     |
| ------- | ------------------------------------------ | ------------------------- | --------------- |
| 1991    | Cas de divorce                             | Gaëlle André              | 1 aflevering    |
| 1992-93 | Nestor Burma                               | Hélène                    | 8 afleveringen  |
| 1995    | Chien et chat                              | Ingrid                    | 1 aflevering    |
| 1995    | Extrême limite                             | N/A                       | 2 afleveringen  |
| 1995    | Combats de femme                           | Laetitia Laroche          | 1 aflevering    |
| 1995-96 | Les boeuf-carottes                         | Sylvie Kaan               | 2 afleveringen  |
| 1997    | L'histoire du samedi                       | Cécile Lefort, Béatrice   | 2 afleveringen  |
| 1999    | Vertiges                                   | Delphine Frénel           | 1 aflevering    |
| 1999    | Pepe Carvalho                              | Alexandra                 | 1 aflevering    |
| 1999    | Un homme en colère                         | Inès                      | 1 aflevering    |
| 2000    | Vivement dimanche                          | Als zichzelf              | 1 aflevering    |
| 2002    | L'été rouge                                | Hélène De Graf            | 1 aflevering    |
| 2003    | Commissaire Valence                        | Cécile                    | 1 aflevering    |
| 2003    | L'agence coup de coeur                     | Margaux                   | 1 aflevering    |
| 2004    | Le grand patron                            | Elsa                      | 1 aflevering    |
| 2005    | Père et maire                              | Patricia                  | 1 aflevering    |
| 2006    | Commissaire Cordier                        | Estelle Fernez            | 1 aflevering    |
| 2006    | Zodiaque                                   | Eva Trammel               | 5 afleveringen  |
| 2007    | Confidences                                | Pauline                   | N/A             |
| 2007    | La lance de la destinée                    | Cécile Beranger           | 6 afleveringen  |
| 2008-15 | Hard                                       | Sophie                    | 30 afleveringen |
| 2010    | 1788... et demi                            | Comtesse Florence de Sacy | 5 afleveringen  |
| 2012    | Caïn                                       | Anna Spiegelman           | 1 aflevering    |
| 2013    | La Famille Katz                            | Karen                     | 6 afleveringen  |
| 2014    | Détectives                                 | Justine Debricourt        | 1 aflevering    |
| 2014    | La loi de...                               | Nadège Langevin           | 1 aflevering    |
| 2015    | Accusé                                     | Agathe Delors             | 1 aflevering    |
| 2015    | Le grand journal de Canal+                 | Als zichzelf              | 1 aflevering    |
| 2015-18 | Les Petits Meurtres d'Agatha Christie      | Docteur E. Maillol        | 4 afleveringen  |
| 2017    | Kaboul Kitchen                             | Victoria                  | 8 afleveringen  |
| 2017-22 | Sam                                        | Sam                       | 39 afleveringen |
| 2018    | La Faute                                   | Claire Riverti            | 4 afleveringen  |
| 2021    | Je te promets                              | Olivia Paris              | 6 afleveringen  |
| 2021    | Germinal                                   | Charlotte Hennebeau       | 6 afleveringen  |
| 2022    | Le Flambeau: Les Aventuriers de Chupacabra | Carole                    | 9 afleveringen  |

## Theater
| Jaar | Titel                                                       | Regisseur                         |
| ---- | ----------------------------------------------------------- | --------------------------------- |
| 1990 | La Double Inconstance door Marivaux                         | Christophe Lidon                  |
| 1991 | Qui est le véritable inspecteur Dupif? door Tom Stoppard    | Valérie Nègre en Lionel Abelanski |
| 2000 | Show Business door George Huang, bewerking door Guy Laurent | Thomas Langmann                   |